# Blauet nan de les Sula
El blauet nan de les Sula (Ceyx wallacii) és una espècie d'ocell de la família dels alcedínids (Alcedinidae) que habita les illes Sula.